# Diamantino Iuna Fafé
Diamantino Iuna Fafé (født 2001) er en guineansk bryder.
Han repræsenterede Guinea-Bissau ved sommer-OL 2020 i Tokyo, hvor han blev elimineret i ottendedelsfinalen.
Han konkurrerede i mændenes 57 kg fristil-stævne ved sommer-OL 2024 i Paris, Frankrig.